# Eva Jospin
 (août 2023).

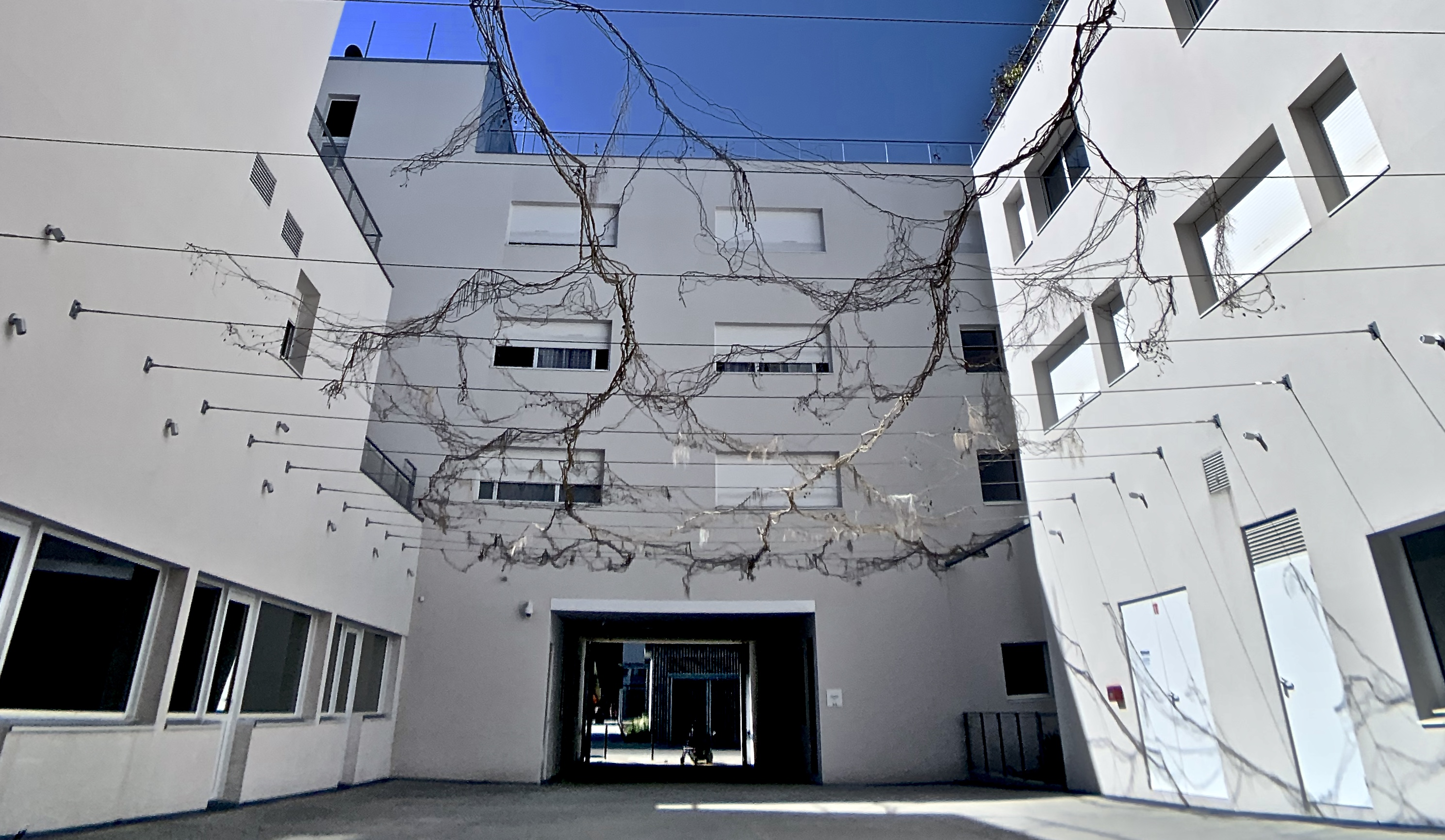
En 2019, rue de la Tour d'Auvergne à Nantes.

Eva Jospin, née en 1975 à Paris, est une artiste plasticienne française. Elle vit et travaille à Paris.

## Biographie

### Parcours artistique
En 2002, Eva Jospin obtient le DNSEP à l'École nationale supérieure des beaux-arts de Paris.
En 2016-2017, elle est pensionnaire de l'académie de France à Rome-Villa Médicis. Elle reçoit en 2017 une commande de la Chalcographie du Louvre, pour laquelle elle réalise une eau-forte, Grotto, qui est présentée à la FIAC de la même année sur le stand de la Rmn - Grand Palais.
Elle est représentée en France par la galerie Suzanne Tarasiève (Paris) et la Galleria Continua (San Gimignano).
Elle est élue le 18 décembre 2024 au fauteuil 1 de la section de sculpture de l'Académie des Beaux-arts, précédemment occupé par le sculpteur Jean Cardot.

### Famille et vie privée
Eva Jospin est la fille de l'ancien Premier ministre français Lionel Jospin, et de sa première épouse, Élisabeth Dannenmuller, et la petite-fille du journaliste et résistant Jean Dannenmuller.
En juillet 2000, elle épouse le sculpteur Pierre Thoretton qu'elle a rencontré aux Beaux-Arts de Paris (et séparé de l'actrice Chiara Mastroianni) ; ils ont deux enfants, un garçon et une fille. Elle vit ensuite avec le réalisateur italien Adriano Valerio dont elle a un fils.

## Pratique artistique
L'œuvre d’Eva Jospin se caractérise par la récurrence du motif unique de la forêt et du paysage. De cette obsession naissent des installations et des sculptures en carton qu'elle travaille à la manière d'une orfèvre. Toutes les propriétés du carton sont exploitées, tant économiques que matérielles. L'usage de ce matériau, peu coûteux et disponible en masse, fut d'abord une occasion pour l'artiste de répondre aux contraintes économiques imposées par la production de toutes œuvres d'art.
Dans un long travail d'assemblage, elle superpose et colle les différents morceaux de carton préalablement coupés pour construire, dans un jeu de volumes, des portions de forêts extrêmement denses. Elle profite de la composition même du carton, composé de plusieurs couches et permettant un travail de découpe infini.
Ses Forêts, présentées en haut-relief, évoquent des lieux de quête et de connaissance, comme celles des contes et des récits traditionnels qui ont façonné l'imaginaire collectif et les croyances. La forêt incarne non seulement la nature sauvage, mais aussi l'espace de l'épreuve. Eva Jospin cherche ainsi à provoquer la contemplation mais également un retour à la propre intériorité du spectateur, à la stimulation de son imaginaire. Ses œuvres, frontales et immersives, se font les supports des projections mentales de celui-ci.

« Ma forêt est totalement mentale. Elle n’est pas figurative. Elle reflète des préoccupations humaines : l’idée de se perdre ou de se retrouver, notre rapport à l’enfance aux contes, comme Bambi ou Hansel et Gretel, aux peurs archaïques... Mes forêts sont propices à l’échappée mentale. »

## Expositions
La liste des expositions est référencée sur le site de la galerie de Suzanne Tarasieve.
Elle est lauréate du prix art éco-conception de Art of Change et de la Maison Ruinart en 2023. 

### Expositions personnelles

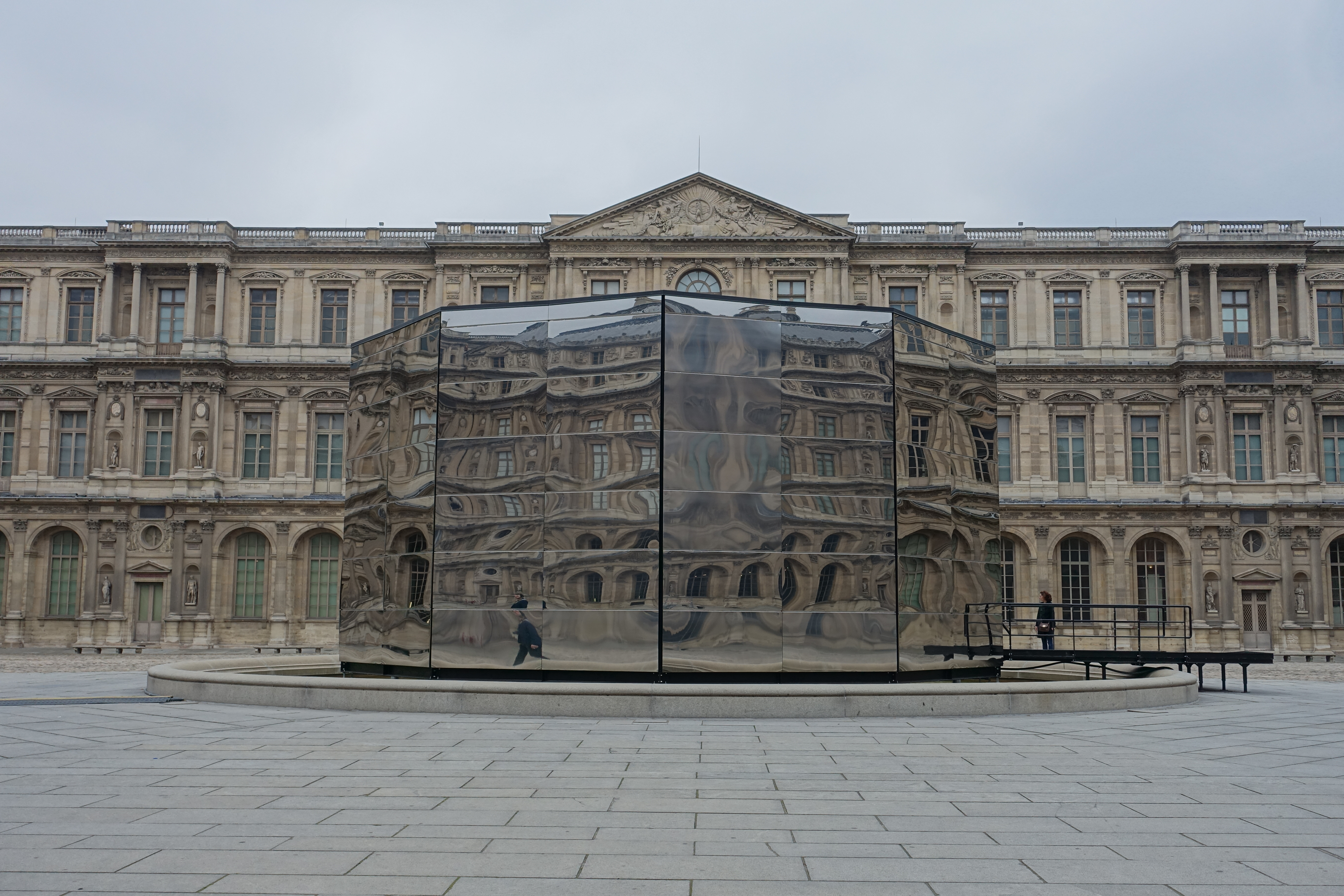
« Panorama », Cour carrée du palais du Louvre, Paris.

- 2001 : Opere recenti, Galleria 9 via della Vetrina contemporanea, Rome
- 2004 : Centre culturel français, Jakarta
- 2004 : Art Mobile », Galleria 9 via della Vetrina contemporanea, Rome
- 2004 : Galleria Le pleiadi, Mola di Bari
- 2010 : Forêt, église Saint-Merri, Paris[11]
- 2011 : Détails dʼune forêt, galerie Pièce Unique, Paris ; Al blu di Prussia, Naples
- 2013 : Carte blanche à Eva Jospin, manufacture des Gobelins, Paris[12]
- 2015 : Galerie Suzanne Tarasieve, Paris
- 2015 : Déjeuner sur lʼherbe, Hermès, 56e Biennale de Venise - Collateral Events, Venise
- 2016 : Panorama, Cour carrée du palais du Louvre, Paris[13]

- 2017 : La Traversée, Allée du Beau-Passage, Paris[14]
- 2018 : Sous-bois, Palazzo dei Diamanti, Ferrare
- 2019 : Au milieu du chemin, centre culturel Jean Cocteau, les Lilas
- 2019 : Wald(t)räume, Museum Pfalzgalerie Kaiserslautern
- 2021-22 : Galleria, musée de la Chasse et de la Nature, Paris[15],[16]
- 2021-2022 : Eva Jospin, de Rome à Giverny, musée des Impressionnismes Giverny, Giverny[17]
- 2022 : Eva Jospin - Dessins pour un jardin, Cabinet des dessins Jean Bonna, Beaux-Arts de Paris[18]
- 2022 : Un grand tour, domaine de la Garenne Lemot, Clisson[19]
- 2023 : Palazzo, palais des papes d'Avignon[20]
- 2024 : Tromper l'oeil, Galleria Continua Paris[21]
- 2024-2025 : Chapelle de La Grave, Toulouse[22]

### Expositions collectives
- 2009 : « Eva Jospin – Olaf Metzel », galerie Pièce Unique, Paris
- 2009 : « Objects in the mirror are closer then they appear, from walden to Vegas », Fondation des arts graphiques, Nogent-sur-Marne
- 2010 : « Rehab », Fondation EDF, Paris
- 2010 : Musée de la chasse et de la nature, Paris
- 2011 : « Round the Clock », Arsenale Novissimo, Venise
- 2012 : Nuit Blanche, Paris
- 2012 : « Chambre à part », Paris
- 2012 : « Eva Jospin – Pierre Pol Lecouturier », château de Ratilly, Treigny
- 2013 : « Domaine de Chaumont », Chaumont-sur-Loire[23]
- 2013 : « La dernière vague », la friche de la Belle de Mai, Marseille

- 2014 : « Inside », Palais de Tokyo, Paris (commissaires : Jean de Loisy, Daria de Beauvais, Katell Jaffrès)
- 2014 : « Des hommes et la forêt », musée historique du château de Nyon, Suisse
- 2014 : « Le bas relief dans tous ses états », galerie Suzanne Tarasieve, Paris
- 2015 : « L’arbre, le bois, la forêt : lieux du mythe, du fantasme, de la peur, supports de l’imaginaire », centre d’art contemporain, Meymac (commissaire : Jean-Paul Blanchet)
- 2015 : « Miroir, ô mon Miroir », Pavillon Carré de Baudouin, Paris (A proposal by L’Extension)
- 2015 : « The Forest Unbowed and Radovan Ivšić », Museum of Contemporary Art, Zagreb, Croatie (conception de l'exposition : Annie Le Brun, Snježana Pintarić)
- 2016 : « Courbet et la nature. Regards croisés », centre d'art contemporain de l'abbaye d'Auberive, Auberive
- 2017 : Biennale internationale de céramique de Châteauroux (avec Suzanne Ring[24]), couvent des Cordeliers, musée Bertrand, Châteauroux
- 2017 : « De nature en sculpture », Villa Datris, L'Isle-sur-la-Sorgue (commissaires : Danièle Marcovici et Laure Dezeuze assistée de Jules Fourtine)
- 2022 : « Vous êtes un arbre », Les Franciscaines, Deauville avec le soutien exceptionnel du musée d'Orsay (commissaire : Thierry Grillet, commissaires scientifiques : Alain Baraton, Sébastien Gokalp et Laurent Tillon)[25]
- 2023-2024 : « Formes de la ruine », Musée des Beaux-Arts de Lyon

### Presse
- « Entretien avec Eva Jospin : Dans l'entre-deux de la peinture et de la sculpture » (à l'occasion de ses expositions « Forêts », juillet 2010), Voir&Dire
- « Eva Jospin, l’art qui cache la forêt », Libération, 11-12 mai 2013
- « J'ai vu des hommes abattre des arbres millénaires » par Dalila Kerchouche, entretien entre Eva Jospin et Francis Hallé, Madame Figaro, 4 novembre 2013
- « Eva Jospin cache une forêt mystérieure dans la Cour carrée du Louvre », Le Parisien, 19 avril 2016
- « Eva Jospin, plasticienne : "Je trouverais atroce que toutes les œuvres soient politiques" » , Télérama, no 3726 du 12 au 18 juin 2021 (article réservé aux abonnés)
- Roxana Hazimi, « La sculptrice Eva Jospin sort du bois », Le Monde, 28 novembre 2021 (consulté le 1er janvier 2022)